# Braine (tổng)
Tổng Braine là một tổng ở tỉnh Aisne trong vùng Hauts-de-France.

## Địa lý
Tổng này được tổ chức xung quanh Braine thuộc quận Soissons. Độ cao thay đổi từ 42 m (Acy) đến 208 m (Mont-Saint-Martin) với độ cao trung bình 98 m.

## Hành chính
| Giai đoạn | Ủy viên | Đảng | Tư cách |
| --------- | ------- | ---- | ------- |

## Các đơn vị cấp dưới
Tổng Braine gồm 41 xã với dân số là 10 228 người (điều tra năm 1999, dân số không tính trùng)
| Xã                   | Dân số | Mã bưu chính | Mã insee |
| -------------------- | ------ | ------------ | -------- |
| Acy                  | 951    | 2200         | 02003    |
| Augy                 | 70     | 2220         | 02036    |
| Bazoches-sur-Vesles  | 383    | 2220         | 02054    |
| Blanzy-lès-Fismes    | 94     | 2160         | 02091    |
| Braine               | 2 069  | 2220         | 02110    |
| Brenelle             | 190    | 2220         | 02120    |
| Bruys                | 19     | 2220         | 02129    |
| Cerseuil             | 80     | 2220         | 02152    |
| Chassemy             | 709    | 2370         | 02167    |
| Chéry-Chartreuve     | 309    | 2220         | 02179    |
| Ciry-Salsogne        | 649    | 2220         | 02195    |
| Courcelles-sur-Vesle | 295    | 2220         | 02224    |
| Couvrelles           | 190    | 2220         | 02230    |
| Cys-la-Commune       | 127    | 2220         | 02255    |
| Dhuizel              | 102    | 2220         | 02263    |
| Glennes              | 143    | 2160         | 02348    |
| Jouaignes            | 151    | 2220         | 02393    |
| Lesges               | 81     | 2220         | 02421    |
| Lhuys                | 115    | 2220         | 02427    |
| Limé                 | 153    | 2220         | 02432    |
| Longueval-Barbonval  | 406    | 2160         | 02439    |
| Merval               | 69     | 2160         | 02479    |
| Mont-Notre-Dame      | 633    | 2220         | 02520    |
| Mont-Saint-Martin    | 40     | 2220         | 02523    |
| Paars                | 210    | 2220         | 02581    |
| Perles               | 66     | 2160         | 02597    |
| Presles-et-Boves     | 343    | 2370         | 02620    |
| Quincy-sous-le-Mont  | 52     | 2220         | 02633    |
| Révillon             | 41     | 2160         | 02646    |
| Saint-Mard           | 113    | 2220         | 02682    |
| Saint-Thibaut        | 57     | 2220         | 02695    |
| Serches              | 293    | 2220         | 02711    |
| Sermoise             | 341    | 2220         | 02714    |
| Serval               | 43     | 2160         | 02715    |
| Tannières            | 24     | 2220         | 02735    |
| Vasseny              | 153    | 2220         | 02763    |
| Vauxcéré             | 96     | 2160         | 02771    |
| Vauxtin              | 51     | 2220         | 02773    |
| Viel-Arcy            | 151    | 2160         | 02797    |
| Villers-en-Prayères  | 108    | 2160         | 02811    |
| Ville-Savoye         | 58     | 2220         | 02817    |

## Biến động dân số
| 1962                                                     | 1968  | 1975  | 1982  | 1990  | 1999   |
| -------------------------------------------------------- | ----- | ----- | ----- | ----- | ------ |
| 8 984                                                    | 9 727 | 9 445 | 9 338 | 9 873 | 10 228 |
| Nombre retenu à partir de 1962 : dân số không tính trùng |       |       |       |       |        |